# Planaeschna skiaperipola
Planaeschna skiaperipola là loài chuồn chuồn trong họ Aeshnidae. Loài này được Wilson & Xu mô tả khoa học đầu tiên năm 2008.